# Domenicane di Santa Caterina da Siena (Bogotà)
Le Domenicane di Santa Caterina da Siena  (in spagnolo Dominicas de Santa Catalina de Siena) sono un istituto religioso femminile di diritto pontificio: le suore di questa congregazione pospongono al loro nome la sigla O.P.

## Storia
La congregazione fu fondata dal domenicano Saturnino Gutiérrez: già professore presso l'università di San Tommaso d'Aquino a Bogotà, dopo la soppressione del suo ordine in Colombia, nel 1872 istituì a Leiva il collegio femminile di Nostra Signora di Lourdes e lo affidò a una fraternità di insegnanti del terz'ordine domenicano.
Il 18 febbraio 1880 Gabriela Durán Párraga, insieme con sette compagne, emise i primi voti nelle mani di Gutiérrez, dando inizio alla congregazione.
L'istituto, aggregato all'ordine dei frati predicatori dal 1910, ottenne il pontificio decreto di lode il 29 giugno 1912 e le sue costituzioni furono approvate dalla Santa Sede il 4 luglio 1933.

## Attività e diffusione
Le suore si dedicano essenzialmente all'insegnamento.
Oltre che in Colombia, sono presenti in Brasile, in Repubblica Democratica del Congo, in Costa Rica, a Cuba, in Ecuador, in Perù, in Nicaragua e in Venezuela; la sede generalizia è a Bogotà.
Alla fine del 2008 la congregazione contava 417 religiose in 64 case.